# Clasificación de Conmebol para la Copa Mundial de Fútbol de 2022
La clasificación de Conmebol para la Copa Mundial de Fútbol de 2022 fue el torneo que determinó a las selecciones nacionales que asistieron por parte de la Confederación Sudamericana de Fútbol al mencionado torneo que se celebró en 2022 en Catar. La Conmebol contó con cuatro cupos directos y un cupo otorgado para el repechaje, según la decisión del Comité Ejecutivo de la FIFA de mantener la distribución de plazas por confederación.
Las diez selecciones de la Conmebol se enfrentaron todas contra todas en dos rondas, con partidos de ida y vuelta (local y visitante), entre octubre de 2020 y marzo de 2022 (estaba previsto que se jugase en marzo de 2020, pero a raíz de la pandemia de COVID-19, se postergó para el 8 de octubre de 2020).
El 17 de diciembre de 2019, en la ciudad de Luque (Paraguay), se realizó el sorteo del calendario para las eliminatorias, en dicho sorteo se determinó el orden de disputa que tuvo cada selección.
El 14 de febrero de 2020, se anunció que todos los partidos de las eliminatorias contarán con VAR. El 12 de marzo, la FIFA, en colaboración con la Conmebol, anunció la postergación del inicio de las eliminatorias sudamericanas, previstas para comenzar en marzo de 2020, debido a la pandemia de COVID-19. El 25 de junio, la FIFA anunció que las eliminatorias sudamericanas iban a comenzar en septiembre si la situación sanitaria lo permitía. Sin embargo, el 10 de julio siguiente, la FIFA anunció que las eliminatorias sudamericanas comenzarían en octubre de 2020. Más adelante, como consecuencia de las restricciones impuestas por los clubes europeos para que los futbolistas de Conmebol pudieran viajar a Sudamérica, las jornadas 5 y 6, inicialmente establecidas para la fecha FIFA de marzo de 2021, debieron postergarse para octubre y septiembre del mismo año, intercalándose entre la disputa de las jornadas 11 y 12, y 9 y 10, respectivamente. Asimismo, se agregó una doble fecha en enero de 2022 con el fin de acabar las eliminatorias en marzo del mismo año.
Las selecciones de Brasil, Argentina, Uruguay y Ecuador clasificaron directamente, mientras que Perú enfrentó a Australia en una repesca intercontinental a partido único, en la que después de 120 minutos disputados y definición por penales quedó eliminado por 5-4.

## Equipos participantes
El proceso clasificatorio de Conmebol contó con los habituales diez equipos, ya que el presente Mundial no tuvo sede en ninguno de los países miembros.
| Selección | Entrenador                 | Ciudad localía                                                                       | Estadio localía |
| --------- | -------------------------- | ------------------------------------------------------------------------------------ | --- |
| Argentina | Lionel Scaloni             | Buenos Aires Córdoba Santiago del Estero San Juan                                    | Alberto J. Armando y Antonio Vespucio Liberti Mario Alberto Kempes Único Madre de Ciudades San Juan del Bicentenario |
| Bolivia   | César Farías               | La Paz                                                                               | Hernando Siles |
| Brasil    | Tite                       | Río de Janeiro São Paulo Salvador de Bahía Porto Alegre Recife Belo Horizonte Manaus | Maracaná Neo Química Arena y Morumbi Arena Fonte Nova Beira-Rio Arena Pernambuco Mineirão Arena da Amazônia          |
| Chile     | Martín Lasarte             | Santiago Calama                                                                      | Nacional de Chile, San Carlos de Apoquindo y Monumental de Chile Zorros del Desierto                                 |
| Colombia  | Reinaldo Rueda             | Barranquilla                                                                         | Metropolitano Roberto Meléndez                                                                                       |
| Ecuador   | Gustavo Alfaro             | Quito Guayaquil                                                                      | Rodrigo Paz Delgado Monumental Isidro Romero Carbo                                                                   |
| Paraguay  | Guillermo Barros Schelotto | Asunción Ciudad del Este                                                             | Defensores del Chaco y General Pablo Rojas Antonio Aranda                                                            |
| Perú      | Ricardo Gareca             | Lima                                                                                 | Nacional del Perú |
| Uruguay   | Diego Alonso               | Montevideo                                                                           | Centenario, Campeón del Siglo y Gran Parque Central                                                                  |
| Venezuela | José Néstor Pékerman       | Mérida Caracas Barinas Ciudad Guayana                                                | Metropolitano de Mérida Olímpico de la Universidad Central de Venezuela Agustín Tovar Cachamay                       |

### Cambio de entrenadores
| Selección | Entrenador saliente      | Fecha de salida         | Tipo de salida       | Partidos disputados   | Reemplazado por            | Fecha de llegada        |
| --------- | ------------------------ | ----------------------- | -------------------- | --------------------- | -------------------------- | ----------------------- |
| Ecuador   | Jordi Cruyff             | 23 de julio de 2020     | Renuncia             | 0 (0 PG, 0 PE, 0 PP)  | Gustavo Alfaro             | 26 de agosto de 2020    |
| Colombia  | Carlos Queiroz           | 1 de diciembre de 2020  | Despido              | 4 (1 PG, 1 PE, 2 PP)  | Reinaldo Rueda             | 14 de enero de 2021     |
| Chile     | Reinaldo Rueda           | 31 de diciembre de 2020 | Fichado por Colombia | 4 (1 PG, 1 PE, 2 PP)  | Martín Lasarte             | 10 de febrero de 2021   |
| Venezuela | José Peseiro             | 20 de agosto de 2021    | Renuncia             | 6 (1 PG, 1 PE, 4 PP)  | Leo González               | 23 de agosto de 2021    |
| Paraguay  | Eduardo Berizzo          | 14 de octubre de 2021   | Despido              | 12 (2 PG, 6 PE, 4 PP) | Guillermo Barros Schelotto | 19 de octubre de 2021   |
| Venezuela | Leo González             | 19 de noviembre de 2021 | Fin de interinidad   | 8 (1 PG, 0 PE, 7 PP)  | José Néstor Pékerman       | 30 de noviembre de 2021 |
| Uruguay   | Óscar Washington Tabárez | 19 de noviembre de 2021 | Despido              | 14 (4 PG, 4 PE, 6 PP) | Diego Alonso               | 13 de diciembre de 2021 |

## Formato de competición

Países clasificados
Países eliminados
Países que no son miembros de la Conmebol

El proceso mantendrá el formato adoptado desde la clasificación para el Mundial de Francia 1998. Las diez selecciones se enfrentarán en el sistema de todos contra todos, ubicándose en la tabla final de posiciones según los puntos obtenidos.
La clasificación final se establecerá teniendo en cuenta los puntos obtenidos en cada enfrentamiento, a razón de tres por partido ganado, uno por empate y ninguno en caso de derrota. Si al finalizar las clasificatorias dos equipos igualan a puntos, los mecanismos para desempatar la clasificación son los siguientes:
- Mejor diferencia de goles en todos los partidos de grupo.
- Mayor cantidad de goles marcados en todos los partidos del grupo.
- Mayor número de puntos obtenidos en los duelos entre los equipos empatados.
- Mejor diferencia de goles en los duelos entre los equipos empatados.
- Mayor cantidad de goles marcados en los duelos entre los equipos empatados.
- Mayor cantidad de goles marcados en condición de visitante en los partidos entre los equipos en cuestión.
- Mejor puntaje fair play.
- Sorteo por la Comisión Organizadora de la FIFA.

## Calendario
El calendario para las eliminatorias sudamericanas para el mundial de Catar 2022 estaba previsto desarrollarse desde marzo de 2020, pero la pandemia de COVID-19 alteró las fechas de inicio de las eliminatorias. Debido a la pandemia, las primeras cuatro fechas no pudieron desarrollarse en las fechas previstas. Se tiene previsto finalizarlas en marzo de 2022. El repechaje intercontinental será en junio de 2022.
El sorteo se celebró el 17 de diciembre de 2019.
| Partidos de ida | Partidos de ida              |
| Jornada         | Fecha                        |
| --------------- | ---------------------------- |
| Jornada 1       | 8 y 9 de octubre de 2020     |
| Jornada 2       | 13 de octubre de 2020        |
| Jornada 3       | 12 y 13 de noviembre de 2020 |
| Jornada 4       | 17 de noviembre de 2020      |
| Jornada 5       | 10 de octubre de 2021*       |
| Jornada 6       | 5 de septiembre de 2021*     |
| Jornada 7       | 3 y 4 de junio de 2021       |
| Jornada 8       | 8 de junio de 2021           |
| Jornada 9       | 2 de septiembre de 2021      |

| Partidos de vuelta | Partidos de vuelta           |
| Jornada            | Fecha                        |
| ------------------ | ---------------------------- |
| Jornada 10         | 9 de septiembre de 2021      |
| Jornada 11         | 7 de octubre de 2021         |
| Jornada 12         | 14 de octubre de 2021        |
| Jornada 13         | 11 y 12 de noviembre de 2021 |
| Jornada 14         | 16 de noviembre de 2021      |
| Jornada 15         | 27 y 28 de enero de 2022     |
| Jornada 16         | 1 de febrero de 2022         |
| Jornada 17         | 24 y 25 de marzo de 2022     |
| Jornada 18         | 29 de marzo de 2022          |

* Las jornadas 5 y 6, correspondientes a las fechas FIFA de marzo de 2021, fueron aplazadas a septiembre y octubre. Esto se debió a la imposibilidad de que los jugadores sudamericanos en clubes europeos pudieran viajar a Sudamérica por restricciones ante la pandemia de COVID-19.

## Tabla de posiciones final
| Pos. | Selección | Pts. | PJ | PG | PE | PP | GF | GC | Dif. |
| ---- | --------- | ---- | -- | -- | -- | -- | -- | -- | ---- |
| 1.   | Brasil    | 45   | 17 | 14 | 3  | 0  | 40 | 5  | 35   |
| 2.   | Argentina | 39   | 17 | 11 | 6  | 0  | 27 | 8  | 19   |
| 3.   | Uruguay   | 28   | 18 | 8  | 4  | 6  | 22 | 22 | 0    |
| 4.   | Ecuador   | 26   | 18 | 7  | 5  | 6  | 27 | 19 | 8    |
| 5.   | Perú      | 24   | 18 | 7  | 3  | 8  | 19 | 22 | −3   |
| 6.   | Colombia  | 23   | 18 | 5  | 8  | 5  | 20 | 19 | 1    |
| 7.   | Chile     | 19   | 18 | 5  | 4  | 9  | 19 | 26 | −7   |
| 8.   | Paraguay  | 16   | 18 | 3  | 7  | 8  | 12 | 26 | −14  |
| 9.   | Bolivia   | 15   | 18 | 4  | 3  | 11 | 23 | 42 | −19  |
| 10.  | Venezuela | 10   | 18 | 3  | 1  | 14 | 14 | 34 | −20  |

| L\V                  | Bandera de Argentina | Bandera de Bolivia | Bandera de Brasil | Bandera de Chile | Bandera de Colombia | Bandera de Ecuador | Bandera de Paraguay | Bandera de Perú | Bandera de Uruguay | Bandera de Venezuela |
| Bandera de Argentina |                      | 3:0                | 0:0               | 1:1              | 1:0                 | 1:0                | 1:1                 | 1:0             | 3:0                | 3:0                  |
| Bandera de Bolivia   | 1:2                  |                    | 0:4               | 2:3              | 1:1                 | 2:3                | 4:0                 | 1:0             | 3:0                | 3:1                  |
| Bandera de Brasil    | :                    | 5:0                |                   | 4:0              | 1:0                 | 2:0                | 4:0                 | 2:0             | 4:1                | 1:0                  |
| Bandera de Chile     | 1:2                  | 1:1                | 0:1               |                  | 2:2                 | 0:2                | 2:0                 | 2:0             | 0:2                | 3:0                  |
| Bandera de Colombia  | 2:2                  | 3:0                | 0:0               | 3:1              |                     | 0:0                | 0:0                 | 0:1             | 0:3                | 3:0                  |
| Bandera de Ecuador   | 1:1                  | 3:0                | 1:1               | 0:0              | 6:1                 |                    | 2:0                 | 1:2             | 4:2                | 1:0                  |
| Bandera de Paraguay  | 0:0                  | 2:2                | 0:2               | 0:1              | 1:1                 | 3:1                |                     | 2:2             | 0:1                | 2:1                  |
| Bandera de Perú      | 0:2                  | 3:0                | 2:4               | 2:0              | 0:3                 | 1:1                | 2:0                 |                 | 1:1                | 1:0                  |
| Bandera de Uruguay   | 0:1                  | 4:2                | 0:2               | 2:1              | 0:0                 | 1:0                | 0:0                 | 1:0             |                    | 4:1                  |
| Bandera de Venezuela | 1:3                  | 4:1                | 1:3               | 2:1              | 0:1                 | 2:1                | 0:1                 | 1:2             | 0:0                |                      |

|  | Clasificación directa para la Copa Mundial de Fútbol de 2022. |
|  | Clasificación para la repesca intercontinental.               |

### Evolución de posiciones
| País/fecha | 1  | 2  | 3  | 4  | 5  | 6  | 7  | 8  | 9  | 10 | 11 | 12 | 13 | 14 | 15 | 16 | 17 | 18 |
| ---------- | -- | -- | -- | -- | -- | -- | -- | -- | -- | -- | -- | -- | -- | -- | -- | -- | -- | -- |
| Brasil     | 1  | 1  | 1  | 1  | 1  | 1  | 1  | 1  | 1  | 1  | 1  | 1  | 1  | 1  | 1  | 1  | 1  | 1  |
| Argentina  | 4  | 2  | 2  | 2  | 2  | 2  | 2  | 2  | 2  | 2  | 2  | 2  | 2  | 2  | 2  | 2  | 2  | 2  |
| Uruguay    | 3  | 6  | 4  | 5  | 5  | 4  | 4  | 4  | 3  | 4  | 4  | 5  | 6  | 7  | 5  | 4  | 4  | 3  |
| Ecuador    | 8  | 5  | 3  | 3  | 3  | 3  | 3  | 3  | 4  | 3  | 3  | 3  | 3  | 3  | 3  | 3  | 3  | 4  |
| Perú       | 5  | 8  | 8  | 9  | 10 | 10 | 9  | 7  | 7  | 7  | 7  | 9  | 7  | 5  | 4  | 5  | 5  | 5  |
| Colombia   | 2  | 3  | 7  | 7  | 6  | 5  | 5  | 5  | 5  | 5  | 5  | 4  | 5  | 4  | 6  | 7  | 6  | 6  |
| Chile      | 7  | 7  | 6  | 6  | 7  | 7  | 7  | 8  | 8  | 8  | 8  | 6  | 4  | 6  | 7  | 6  | 7  | 7  |
| Paraguay   | 6  | 4  | 5  | 4  | 4  | 6  | 6  | 6  | 6  | 6  | 6  | 8  | 8  | 9  | 9  | 9  | 8  | 8  |
| Bolivia    | 10 | 10 | 10 | 10 | 8  | 8  | 8  | 9  | 9  | 9  | 9  | 7  | 9  | 8  | 8  | 8  | 9  | 9  |
| Venezuela  | 9  | 9  | 9  | 8  | 9  | 9  | 10 | 10 | 10 | 10 | 10 | 10 | 10 | 10 | 10 | 10 | 10 | 10 |

## Resultados
- Los horarios corresponden a la hora local de cada país.

### Primera vuelta
| Fecha                   | Lugar               |           |                      | Resultado |                      |           |
| ----------------------- | ------------------- | --------- | -------------------- | --------- | -------------------- | --------- |
| 8 de octubre de 2020    | Asunción            | Paraguay  | Bandera de Paraguay  | 2:2 (0:0) | Bandera de Perú      | Perú      |
| 8 de octubre de 2020    | Montevideo          | Uruguay   | Bandera de Uruguay   | 2:1 (1:0) | Bandera de Chile     | Chile     |
| 8 de octubre de 2020    | Buenos Aires        | Argentina | Bandera de Argentina | 1:0 (1:0) | Bandera de Ecuador   | Ecuador   |
| 9 de octubre de 2020    | Barranquilla        | Colombia  | Bandera de Colombia  | 3:0 (3:0) | Bandera de Venezuela | Venezuela |
| 9 de octubre de 2020    | São Paulo           | Brasil    | Bandera de Brasil    | 5:0 (2:0) | Bandera de Bolivia   | Bolivia   |
| 13 de octubre de 2020   | La Paz              | Bolivia   | Bandera de Bolivia   | 1:2 (1:1) | Bandera de Argentina | Argentina |
| 13 de octubre de 2020   | Quito               | Ecuador   | Bandera de Ecuador   | 4:2 (2:0) | Bandera de Uruguay   | Uruguay   |
| 13 de octubre de 2020   | Mérida              | Venezuela | Bandera de Venezuela | 0:1 (0:0) | Bandera de Paraguay  | Paraguay  |
| 13 de octubre de 2020   | Lima                | Perú      | Bandera de Perú      | 2:4 (1:1) | Bandera de Brasil    | Brasil    |
| 13 de octubre de 2020   | Santiago            | Chile     | Bandera de Chile     | 2:2 (2:1) | Bandera de Colombia  | Colombia  |
| 12 de noviembre de 2020 | La Paz              | Bolivia   | Bandera de Bolivia   | 2:3 (1:0) | Bandera de Ecuador   | Ecuador   |
| 12 de noviembre de 2020 | Buenos Aires        | Argentina | Bandera de Argentina | 1:1 (1:1) | Bandera de Paraguay  | Paraguay  |
| 13 de noviembre de 2020 | Barranquilla        | Colombia  | Bandera de Colombia  | 0:3 (0:1) | Bandera de Uruguay   | Uruguay   |
| 13 de noviembre de 2020 | Santiago            | Chile     | Bandera de Chile     | 2:0 (2:0) | Bandera de Perú      | Perú      |
| 13 de noviembre de 2020 | São Paulo           | Brasil    | Bandera de Brasil    | 1:0 (0:0) | Bandera de Venezuela | Venezuela |
| 17 de noviembre de 2020 | Quito               | Ecuador   | Bandera de Ecuador   | 6:1 (4:1) | Bandera de Colombia  | Colombia  |
| 17 de noviembre de 2020 | Caracas             | Venezuela | Bandera de Venezuela | 2:1 (1:1) | Bandera de Chile     | Chile     |
| 17 de noviembre de 2020 | Asunción            | Paraguay  | Bandera de Paraguay  | 2:2 (1:2) | Bandera de Bolivia   | Bolivia   |
| 17 de noviembre de 2020 | Montevideo          | Uruguay   | Bandera de Uruguay   | 0:2 (0:2) | Bandera de Brasil    | Brasil    |
| 17 de noviembre de 2020 | Lima                | Perú      | Bandera de Perú      | 0:2 (0:2) | Bandera de Argentina | Argentina |
| 10 de octubre de 2021   | La Paz              | Bolivia   | Bandera de Bolivia   | 1:0 (0:0) | Bandera de Perú      | Perú      |
| 10 de octubre de 2021   | Caracas             | Venezuela | Bandera de Venezuela | 2:1 (1:1) | Bandera de Ecuador   | Ecuador   |
| 10 de octubre de 2021   | Barranquilla        | Colombia  | Bandera de Colombia  | 0:0       | Bandera de Brasil    | Brasil    |
| 10 de octubre de 2021   | Buenos Aires        | Argentina | Bandera de Argentina | 3:0 (2:0) | Bandera de Uruguay   | Uruguay   |
| 10 de octubre de 2021   | Santiago            | Chile     | Bandera de Chile     | 2:0 (0:0) | Bandera de Paraguay  | Paraguay  |
| Cancelado               | -                   | Brasil    | Bandera de Brasil    | cancelado | Bandera de Argentina | Argentina |
| 5 de septiembre de 2021 | Quito               | Ecuador   | Bandera de Ecuador   | 0:0       | Bandera de Chile     | Chile     |
| 5 de septiembre de 2021 | Asunción            | Paraguay  | Bandera de Paraguay  | 1:1 (1:0) | Bandera de Colombia  | Colombia  |
| 5 de septiembre de 2021 | Montevideo          | Uruguay   | Bandera de Uruguay   | 4:2 (2:0) | Bandera de Bolivia   | Bolivia   |
| 5 de septiembre de 2021 | Lima                | Perú      | Bandera de Perú      | 1:0 (1:0) | Bandera de Venezuela | Venezuela |
| 3 de junio de 2021      | La Paz              | Bolivia   | Bandera de Bolivia   | 3:1 (1:1) | Bandera de Venezuela | Venezuela |
| 3 de junio de 2021      | Montevideo          | Uruguay   | Bandera de Uruguay   | 0:0       | Bandera de Paraguay  | Paraguay  |
| 3 de junio de 2021      | Santiago del Estero | Argentina | Bandera de Argentina | 1:1 (1:1) | Bandera de Chile     | Chile     |
| 3 de junio de 2021      | Lima                | Perú      | Bandera de Perú      | 0:3 (0:1) | Bandera de Colombia  | Colombia  |
| 4 de junio de 2021      | Porto Alegre        | Brasil    | Bandera de Brasil    | 2:0 (0:0) | Bandera de Ecuador   | Ecuador   |
| 8 de junio de 2021      | Quito               | Ecuador   | Bandera de Ecuador   | 1:2 (0:0) | Bandera de Perú      | Perú      |
| 8 de junio de 2021      | Caracas             | Venezuela | Bandera de Venezuela | 0:0       | Bandera de Uruguay   | Uruguay   |
| 8 de junio de 2021      | Barranquilla        | Colombia  | Bandera de Colombia  | 2:2 (0:2) | Bandera de Argentina | Argentina |
| 8 de junio de 2021      | Asunción            | Paraguay  | Bandera de Paraguay  | 0:2 (0:1) | Bandera de Brasil    | Brasil    |
| 8 de junio de 2021      | Santiago            | Chile     | Bandera de Chile     | 1:1 (0:0) | Bandera de Bolivia   | Bolivia   |
| 2 de septiembre de 2021 | La Paz              | Bolivia   | Bandera de Bolivia   | 1:1 (0:0) | Bandera de Colombia  | Colombia  |
| 2 de septiembre de 2021 | Quito               | Ecuador   | Bandera de Ecuador   | 2:0 (0:0) | Bandera de Paraguay  | Paraguay  |
| 2 de septiembre de 2021 | Caracas             | Venezuela | Bandera de Venezuela | 1:3 (0:2) | Bandera de Argentina | Argentina |
| 2 de septiembre de 2021 | Santiago            | Chile     | Bandera de Chile     | 0:1 (0:0) | Bandera de Brasil    | Brasil    |
| 2 de septiembre de 2021 | Lima                | Perú      | Bandera de Perú      | 1:1 (1:1) | Bandera de Uruguay   | Uruguay   |

### Segunda vuelta
| Fecha                   | Lugar           |           |                      | Resultado |                      |           |
| ----------------------- | --------------- | --------- | -------------------- | --------- | -------------------- | --------- |
| 9 de septiembre de 2021 | Montevideo      | Uruguay   | Bandera de Uruguay   | 1:0 (0:0) | Bandera de Ecuador   | Ecuador   |
| 9 de septiembre de 2021 | Asunción        | Paraguay  | Bandera de Paraguay  | 2:1 (1:0) | Bandera de Venezuela | Venezuela |
| 9 de septiembre de 2021 | Barranquilla    | Colombia  | Bandera de Colombia  | 3:1 (2:0) | Bandera de Chile     | Chile     |
| 9 de septiembre de 2021 | Buenos Aires    | Argentina | Bandera de Argentina | 3:0 (1:0) | Bandera de Bolivia   | Bolivia   |
| 9 de septiembre de 2021 | Recife          | Brasil    | Bandera de Brasil    | 2:0 (2:0) | Bandera de Perú      | Perú      |
| 7 de octubre de 2021    | Asunción        | Paraguay  | Bandera de Paraguay  | 0:0       | Bandera de Argentina | Argentina |
| 7 de octubre de 2021    | Montevideo      | Uruguay   | Bandera de Uruguay   | 0:0       | Bandera de Colombia  | Colombia  |
| 7 de octubre de 2021    | Caracas         | Venezuela | Bandera de Venezuela | 1:3 (1:0) | Bandera de Brasil    | Brasil    |
| 7 de octubre de 2021    | Guayaquil       | Ecuador   | Bandera de Ecuador   | 3:0 (3:0) | Bandera de Bolivia   | Bolivia   |
| 7 de octubre de 2021    | Lima            | Perú      | Bandera de Perú      | 2:0 (1:0) | Bandera de Chile     | Chile     |
| 14 de octubre de 2021   | La Paz          | Bolivia   | Bandera de Bolivia   | 4:0 (1:0) | Bandera de Paraguay  | Paraguay  |
| 14 de octubre de 2021   | Barranquilla    | Colombia  | Bandera de Colombia  | 0:0       | Bandera de Ecuador   | Ecuador   |
| 14 de octubre de 2021   | Buenos Aires    | Argentina | Bandera de Argentina | 1:0 (1:0) | Bandera de Perú      | Perú      |
| 14 de octubre de 2021   | Santiago        | Chile     | Bandera de Chile     | 3:0 (2:0) | Bandera de Venezuela | Venezuela |
| 14 de octubre de 2021   | Manaus          | Brasil    | Bandera de Brasil    | 4:1 (2:0) | Bandera de Uruguay   | Uruguay   |
| 11 de noviembre de 2021 | Quito           | Ecuador   | Bandera de Ecuador   | 1:0 (1:0) | Bandera de Venezuela | Venezuela |
| 11 de noviembre de 2021 | Asunción        | Paraguay  | Bandera de Paraguay  | 0:1 (0:0) | Bandera de Chile     | Chile     |
| 11 de noviembre de 2021 | São Paulo       | Brasil    | Bandera de Brasil    | 1:0 (0:0) | Bandera de Colombia  | Colombia  |
| 11 de noviembre de 2021 | Lima            | Perú      | Bandera de Perú      | 3:0 (3:0) | Bandera de Bolivia   | Bolivia   |
| 12 de noviembre de 2021 | Montevideo      | Uruguay   | Bandera de Uruguay   | 0:1 (0:1) | Bandera de Argentina | Argentina |
| 16 de noviembre de 2021 | La Paz          | Bolivia   | Bandera de Bolivia   | 3:0 (2:0) | Bandera de Uruguay   | Uruguay   |
| 16 de noviembre de 2021 | Caracas         | Venezuela | Bandera de Venezuela | 1:2 (0:1) | Bandera de Perú      | Perú      |
| 16 de noviembre de 2021 | Barranquilla    | Colombia  | Bandera de Colombia  | 0:0       | Bandera de Paraguay  | Paraguay  |
| 16 de noviembre de 2021 | San Juan        | Argentina | Bandera de Argentina | 0:0       | Bandera de Brasil    | Brasil    |
| 16 de noviembre de 2021 | Santiago        | Chile     | Bandera de Chile     | 0:2 (0:1) | Bandera de Ecuador   | Ecuador   |
| 27 de enero de 2022     | Quito           | Ecuador   | Bandera de Ecuador   | 1:1 (0:1) | Bandera de Brasil    | Brasil    |
| 27 de enero de 2022     | Asunción        | Paraguay  | Bandera de Paraguay  | 0:1 (0:0) | Bandera de Uruguay   | Uruguay   |
| 27 de enero de 2022     | Calama          | Chile     | Bandera de Chile     | 1:2 (1:2) | Bandera de Argentina | Argentina |
| 28 de enero de 2022     | Barranquilla    | Colombia  | Bandera de Colombia  | 0:1 (0:0) | Bandera de Perú      | Perú      |
| 28 de enero de 2022     | Barinas         | Venezuela | Bandera de Venezuela | 4:1 (2:1) | Bandera de Bolivia   | Bolivia   |
| 1 de febrero de 2022    | La Paz          | Bolivia   | Bandera de Bolivia   | 2:3 (1:1) | Bandera de Chile     | Chile     |
| 1 de febrero de 2022    | Montevideo      | Uruguay   | Bandera de Uruguay   | 4:1 (3:0) | Bandera de Venezuela | Venezuela |
| 1 de febrero de 2022    | Córdoba         | Argentina | Bandera de Argentina | 1:0 (1:0) | Bandera de Colombia  | Colombia  |
| 1 de febrero de 2022    | Belo Horizonte  | Brasil    | Bandera de Brasil    | 4:0 (1:0) | Bandera de Paraguay  | Paraguay  |
| 1 de febrero de 2022    | Lima            | Perú      | Bandera de Perú      | 1:1 (0:1) | Bandera de Ecuador   | Ecuador   |
| 24 de marzo de 2022     | Barranquilla    | Colombia  | Bandera de Colombia  | 3:0 (1:0) | Bandera de Bolivia   | Bolivia   |
| 24 de marzo de 2022     | Montevideo      | Uruguay   | Bandera de Uruguay   | 1:0 (1:0) | Bandera de Perú      | Perú      |
| 24 de marzo de 2022     | Río de Janeiro  | Brasil    | Bandera de Brasil    | 4:0 (2:0) | Bandera de Chile     | Chile     |
| 24 de marzo de 2022     | Ciudad del Este | Paraguay  | Bandera de Paraguay  | 3:1 (2:0) | Bandera de Ecuador   | Ecuador   |
| 25 de marzo de 2022     | Buenos Aires    | Argentina | Bandera de Argentina | 3:0 (1:0) | Bandera de Venezuela | Venezuela |
| 29 de marzo de 2022     | La Paz          | Bolivia   | Bandera de Bolivia   | 0:4 (0:2) | Bandera de Brasil    | Brasil    |
| 29 de marzo de 2022     | Ciudad Guayana  | Venezuela | Bandera de Venezuela | 0:1 (0:1) | Bandera de Colombia  | Colombia  |
| 29 de marzo de 2022     | Guayaquil       | Ecuador   | Bandera de Ecuador   | 1:1 (0:1) | Bandera de Argentina | Argentina |
| 29 de marzo de 2022     | Santiago        | Chile     | Bandera de Chile     | 0:2 (0:0) | Bandera de Uruguay   | Uruguay   |
| 29 de marzo de 2022     | Lima            | Perú      | Bandera de Perú      | 2:0 (2:0) | Bandera de Paraguay  | Paraguay  |

## Repechaje intercontinental
Perú, que terminó en el quinto lugar de la eliminatoria, se enfrentó en la repesca intercontinental, a partido único, contra Australia, ganador de la cuarta ronda de la AFC. El equipo sudamericano quedó sin posibilidad de clasificar, al caer en la tanda de penales.
| Fecha               | Lugar        |           |                      | Resultado    |                 |      |
| ------------------- | ------------ | --------- | -------------------- | ------------ | --------------- | ---- |
| 13 de junio de 2022 | Doha (Catar) | Australia | Bandera de Australia | 0:0 (5:4 p.) | Bandera de Perú | Perú |

## Clasificados
| Bandera de Brasil       | Bandera de Argentina    | Bandera de Uruguay      | Bandera de Ecuador      |
| Brasil                  | Argentina               | Uruguay                 | Ecuador                 |
| Clasificado: 11/11/2021 | Clasificado: 16/11/2021 | Clasificado: 24/03/2022 | Clasificado: 24/03/2022 |
| 1.er puesto             | 2.º puesto              | 3.er puesto             | 4.º puesto              |

## Estadísticas

### Goleadores
| Jugador                                   | Selección | Goles | Minutos | Part. |
| ----------------------------------------- | --------- | ----- | ------- | ----- |
| Marcelo Martins                           | Bolivia   | 10    | 1312    | 15    |
| Neymar                                    | Brasil    | 8     | 900     | 10    |
| Luis Suárez                               | Uruguay   | 8     | 1043    | 13    |
| Lautaro Martínez                          | Argentina | 7     | 1050    | 14    |
| Lionel Messi                              | Argentina | 7     | 1094    | 13    |
| Richarlison                               | Brasil    | 6     | 528     | 8     |
| Michael Estrada                           | Ecuador   | 6     | 956     | 16    |
| Giorgian De Arrascaeta                    | Uruguay   | 5     | 520     | 7     |
| Alexis Sánchez                            | Chile     | 5     | 1120    | 14    |
| Christian Cueva                           | Perú      | 5     | 1117    | 17    |
| Salomón Rondón                            | Venezuela | 4     | 339     | 4     |
| Miguel Borja                              | Colombia  | 4     | 382     | 9     |
| Última actualización: 25 de marzo de 2022 |           |       |         |       |

Nota: En caso de que dos o más jugadores tengan la misma cantidad de goles, se posicionará primero quien tenga menos minutos jugados; de igualar tanto en goles como en minutos jugados, se los ordenará alfabéticamente.

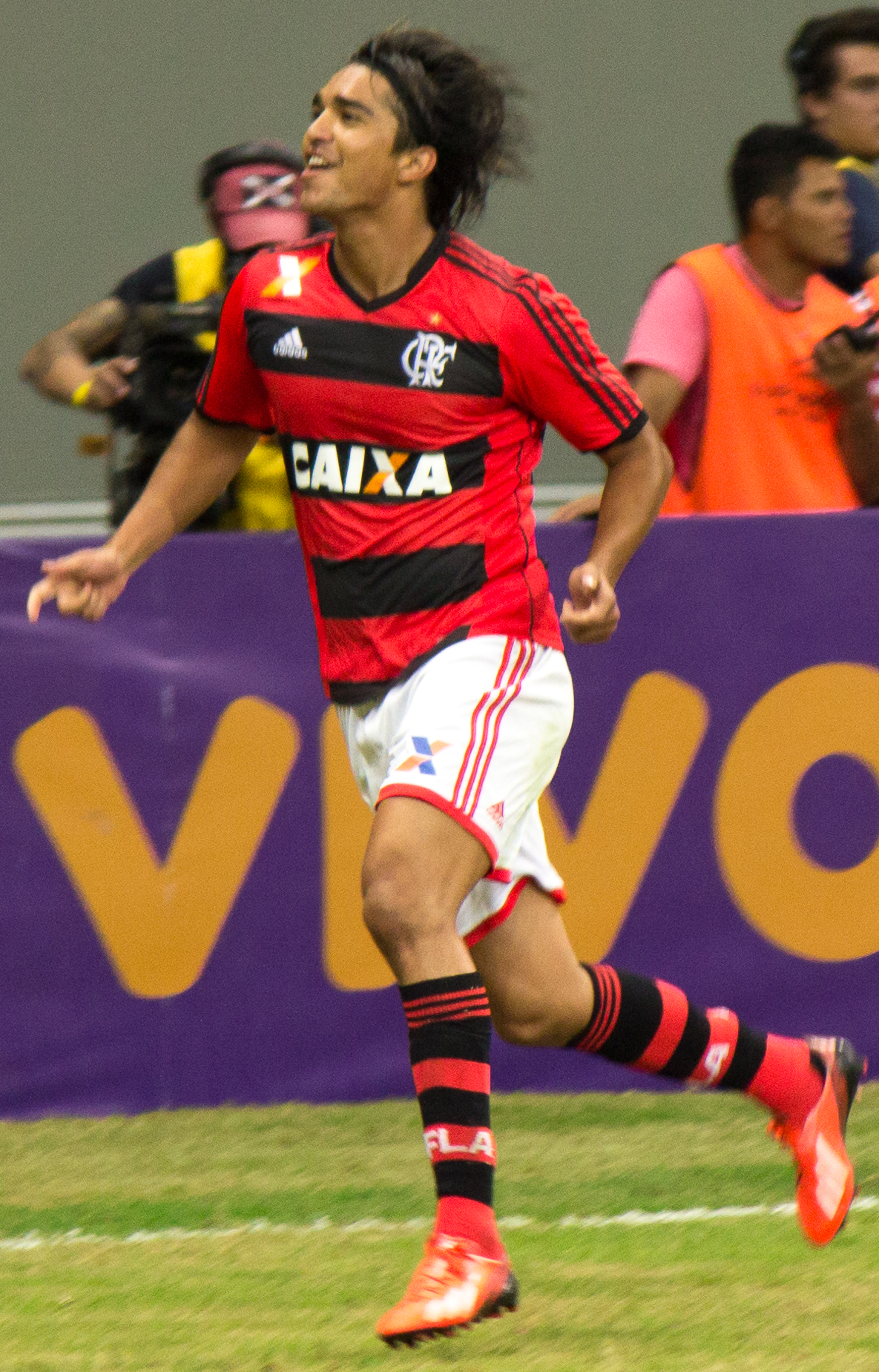
Marcelo Martins, con diez tantos, fue el máximo goleador de la eliminatoria.

- Según datos de Transfermarkt.[32]

### Anotaciones destacadas
Listado de tripletas o hat-tricks (3), póker de goles (4) y manos o repóker de goles (5) anotados por un jugador en un mismo encuentro.

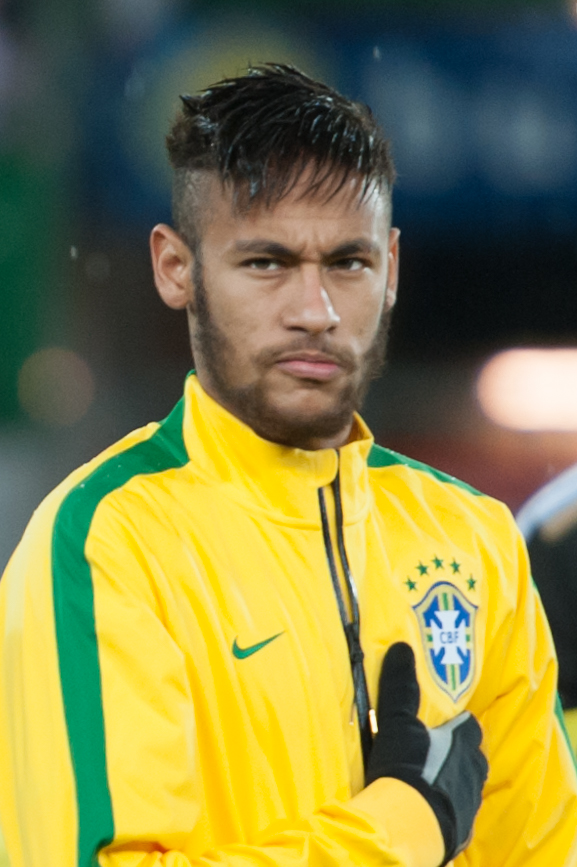
Neymar fue el máximo asistente de esta eliminatoria.

| Fecha                                     | Jugador        | Goles             | Local     | Resultado | Visitante | Jornada |
| ----------------------------------------- | -------------- | ----------------- | --------- | --------- | --------- | ------- |
| 13 de octubre de 2020                     | Neymar         | 28' · 83' · 90'+4 | Perú      | 2:4       | Brasil    | 2       |
| 9 de septiembre de 2021                   | Lionel Messi   | 14' · 64' · 88'   | Argentina | 3:0       | Bolivia   | 10      |
| 28 de enero de 2022                       | Salomón Rondón | 25' · 35' · 67'   | Venezuela | 4:1       | Bolivia   | 15      |
| Última actualización: 28 de enero de 2022 |                |                   |           |           |           |         |

### Asistencias
| Neymar                                    | Brasil    | 8 | 10 |
| Juan Carlos Arce                          | Bolivia   | 6 | 12 |
| Lautaro Martínez                          | Argentina | 4 | 14 |
| Moisés Caicedo                            | Ecuador   | 4 | 14 |
| Yeferson Soteldo                          | Venezuela | 3 | 9  |
| Leandro Paredes                           | Argentina | 3 | 12 |
| Alexis Sánchez                            | Chile     | 3 | 14 |
| Ángel Romero                              | Paraguay  | 3 | 14 |
| Ángel Mena                                | Ecuador   | 3 | 14 |
| Rodrigo de Paul                           | Argentina | 3 | 14 |
| Gonzalo Plata                             | Ecuador   | 3 | 15 |
| Mauricio Isla                             | Chile     | 3 | 15 |
| Juan Cuadrado                             | Colombia  | 3 | 16 |
| Última actualización: 25 de marzo de 2022 |           |   |    |

- Según datos de Transfermarkt.[33][n. 3]

### Autogoles
| Jugador                                    | Selección | Rival    | Autogol(es) |
| ------------------------------------------ | --------- | -------- | ----------- |
| José María Carrasco                        | Bolivia   | Brasil   | 1           |
| Antony Silva                               | Paraguay  | Chile    | 1           |
| Piero Hincapié                             | Ecuador   | Paraguay | 1           |
| Última actualización: 24 de marzo de 2022. |           |          |             |

### Efectividad
| País/efectividad | Local   | Visitante | Total   |
| ---------------- | ------- | --------- | ------- |
| Brasil           | 100 %   | 77.78 %   | 88.24 % |
| Argentina        | 77.78 % | 75 %      | 76.47 % |
| Uruguay          | 62.96 % | 40.74 %   | 51.85 % |
| Ecuador          | 66.67 % | 29.63 %   | 48.15 % |
| Perú             | 51.85 % | 37.04 %   | 44.44 % |
| Colombia         | 48.15 % | 37.04 %   | 42.59 % |
| Chile            | 40.74 % | 29.63 %   | 35.19 % |
| Paraguay         | 37.04 % | 22.22 %   | 29.63 % |
| Bolivia          | 48.15 % | 7.41 %    | 27.78 % |
| Venezuela        | 37.04 % | 0 %       | 18.52 % |